# Лакам

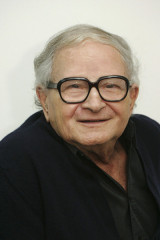
Рафи Эйтан, второй и последний руководитель «Лакам».

Лакам (ивр. הלשכה לקשרי מדע‎, Лишка ле-кишрей мада — Бюро научных связей) — израильская спецслужба, существовавшая с декабря 1957 по 1986 годы.
Создание «Лакам» связано со стремлением Израиля обзавестись ядерным оружием. Этот факт был настолько засекречен, что о существовании «Лакам» не знал даже тогдашний куратор всех спецслужб Иссер Харель, а шеф «Лакам» не входил в Комитет руководителей разведслужб, общаясь исключительно с премьер-министром Израиля.
Изначально на «Лакам» возлагались задачи по обеспечению безопасности и секретности строящегося в Димоне ядерного реактора, однако позже «Лакам» обеспечивал получение Израилем необходимых ядерных компонентов, а после 1979 года этой спецслужбе было поручено добывание информации в сфере высоких технологий.
До 1981 года «Лакам» руководил Биньямин Бламберг, в последующие пять лет — Рафи Эйтан.
21 ноября 1985 года в Вашингтоне был арестован аналитик военно-морской разведки США Джонатан Поллард, который оказался израильским шпионом, работавшим на «Лакам». Поллард был приговорён к пожизненному заключению и досрочно освобожден ровно через 30 лет заключения 20 ноября 2015 года.
А в 1986 году израильский техник-ядерщик Мордехай Вануну раскрыл всему миру секрет о наличии у Израиля ядерного оружия. «Лакам», отвечавший за безопасность Димоны, не заметил, что Вануну пронёс на охраняемый объект фотоаппарат и долгое время фотографировал его. Вануну был похищен агентами израильской внешней разведки «Моссад» в Риме и вывезен в Израиль.
После этих провалов «Лакам» был распущен, его руководитель Рафи Эйтан отправлен в отставку, а функции переданы другим членам разведсообщества.